# Egle pilitibia
Egle pilitibia är en tvåvingeart som först beskrevs av Ringdahl 1918.  Egle pilitibia ingår i släktet Egle och familjen blomsterflugor. Arten är reproducerande i Sverige. Inga underarter finns listade i Catalogue of Life.